# Zerocoin
 (juin 2022).
Si vous disposez d'ouvrages ou d'articles de référence ou si vous connaissez des sites web de qualité traitant du thème abordé ici, merci de compléter l'article en donnant les références utiles à sa vérifiabilité et en les liant à la section « Notes et références ».
Le zerocoin (mot-valise formé par zero (zéro en anglais) et coin (pièce de monnaie en anglais)) est un projet de monnaie électronique décentralisée. Il fut créé en décembre 2013, à l'institut de sécurité de l'information de l'université Johns-Hopkins de Baltimore par Ian Miers, Christina Garman, Matthew Green et Aviel Rubin.